# Долішні Томчевці
Долішні То́мчевці (болг. Долни Томчевци) — село в Габровській області Болгарії. Входить до складу общини Трявна.

## Населення
За даними перепису населення 2011 року у селі проживали 0 осіб.
Динаміка населення: